# Colombo (Paraná)

Colombo  este un oraș în Paraná (PR), Brazilia.